# Mesoleuca philippsi
Mesoleuca philippsi är en fjärilsart som beskrevs av Rudolf Rangnow 1917. Mesoleuca philippsi ingår i släktet Mesoleuca och familjen mätare. Inga underarter finns listade i Catalogue of Life.